# Horalky
Horalky jsou tradiční slovenské oplatky plněné arašídovou krémovou náplní a lemované čokoládou. Váží 50 gramů. Jejich výrobcem je Sedita. V současnosti patří k nejpopulárnějším pochoutkám Slováků, ročně v Seredi Sedita vyrobí 160 milionů kusů. Za jednu pracovní směnu dokáží pracovníci vyrobit přibližně 100 tun těchto oplatek. Na Slovensku jsou údajně tak populární, že se jedí častěji než chléb, a každou vteřinu se sní jedna až dvě horalky. Mezi lety 2015 až 2020 byl podle nich pojmenován rychlík R Váh 601 jezdící mezi Bratislavou a Košicemi.

## Historie
Horalky se ve slovenských obchodech poprvé objevily v roce 1959 ještě pod názvem Tatranky. Receptura Tatranek se od té současné lišila tím, že místo arašídů využívala lískové ořechy. V roce 1965 však došlo na trhu k nedostatku lískových oříšků, a tak se do receptu přidaly arašídy. To přineslo změnu jména na Horalky, a receptura poté zůstala nezměněna až do současnosti.[zdroj?] Za osobu, která za touto změnou stojí, je považován Štefan Kassay. Ten se stal v roce 1991 spolumajitelem Pečiváren Sereď a Figara Trnava. Ty se později staly součástí akciové společnosti I.D.C. Holding, a.s., pod kterou Horalky figurují v současnosti.

## Receptura
Přesná receptura Horalek není pro veřejnost známa. Horalky se však skládají ze tří základních částí: z oplatkových plátů, kakaovo-arašídové náplně a čokoládové polevy na lemu. Arašídy použité v krému jsou praženy ve vlastní pražírně.

## Design obalu
Horalky prošly od svého vzniku několika změnami svého typického obalu. V roce 1994 vznikl obal s květy plesnivce a hořce spolu s bílou, modrou a červenou barvou. V roce 2005 se na obalu objevilo nové logo pečiváren Sereď –⁠ Sedita a ilustrace arašídů. Logo na obalu se změnilo v roce 2009, v jeho pozadí se vyjímá tatranský štít. Nejnovějším redesignem prošly Horalky v roce 2021, který všechny prvky minimalizoval a modernizoval.